# Warenwetbesluit Cacao en chocolade
Het Warenwetbesluit Cacao en chocolade is een uitvoeringsbesluit krachtens de Nederlandse Warenwet. Het besluit van 2 november 2001 is op 12 juli 2004 in werking getreden. Het besluit bevat regels die waren voorgeschreven door de Europese Unie en hebben betrekking op de samenstelling, de bereidingsspecificaties, de verpakking en de etikettering van cacao- en chocoladeproducten.
Voordien was het in Nederland –en in zeven andere lidstaten– verboden om andere vetten dan cacaoboter te gebruiken voor de bereiding van chocolade. Voortaan mag in de gehele Europese Unie maximaal 5% andere plantaardige, cacao-vervangende vetten worden gebruikt, mits dat vermeld wordt op het etiket.
Het gaat dan om zes specifieke tropische plantaardige vetten.